# جيمس تيري وايت
جيمس تيري وايت (بالإنجليزية: James Terry White)‏ هو ناشر وشاعر أمريكي، ولد في 3 يوليو 1845 في مانهاتن في الولايات المتحدة، وتوفي في 3 أبريل 1920.